# تئودور فیشر
 تئودور فیشر (آلمانی: Theodore Fische؛ ۲۸ مهٔ ۱۸۶۲ – ۲۵ دسامبر ۱۹۳۸) یک معمار اهل آلمان بود.